# Střelivina
Střelivina je druh výbušniny schopné výbuchového hoření, tj. velmi rychlého vzplanutí nepřecházejícího v detonaci. K aktivaci střeliviny dochází pomocí zápalné slože. Střeliviny se dělí na střelné prachy a tuhé pohonné hmoty pro rakety.
Střelivinami se zabývají např. normy ČSN EN 13938-1 až ČSN EN 13938-7 – Výbušniny pro civilní použití – Střeliviny a raketová paliva.